# Gornyj Institut
Il Gornyj Institut (in russo Горный Институт?) è uno stratovulcano spento situato nella parte centro-settentrionale della Kamčatka, in Russia. 
Prende il nome dall'Istituto statale dell'industria mineraria di San Pietroburgo, fondato da Caterina la Grande per monitorare lo sviluppo della geologia e dell'industria mineraria.

## Descrizione
Il Gornyj Institut si trova lungo le montagne della Catena Centrale, a est del vulcano Titila e a nord-est del Kėbenej. Ha un'altezza di 2125 m. Sul lato nord del vulcano si trova il piccolo lago Glubokoe. 
È considerato estinto, l'ultima eruzione è avvenuta circa 750 anni fa. L'età del vulcano è il Quaternario superiore (Olocene).